# ¡Eléctrico! - The Best Of El Aviador Dro 1978-2006 (álbum)
¡Eléctrico! - The Best Of El Aviador Dro 1978-2006 es un disco recopilatorio del grupo musical Aviador Dro editado en el año 2006 para el mercado estadounidense por el sello de Chicago "Omega Point Records" (ref.: OPR033), a raíz de la gira "Eléctrico Tour" que la banda realizó ese año en los meses de febrero en la Costa Este (Nueva York, Boston y Filadelfia) y abril en la Costa Oeste y Sur (Los Angeles, San Diego, Phoenix, Albuquerque, Denton, Austin, Houston, Tucson, y Las Vegas).

Cabe destacar que la tirada de este disco se agotó a mediados de dicha gira.

Los temas de esta recopilación fueron seleccionados por el organizador de la gira, incluyendo algunos temas exclusivos y en directo.

## Lista de canciones
| Título                                     | Autor                                | Duración |
| ------------------------------------------ | ------------------------------------ | -------- |
| Nuclear sí                                 | Servando Carballar                   | 3:00     |
| Programa en espiral                        | Servando Carballar                   | 3:38     |
| La televisión es nutritiva                 | Servando Carballar                   | 3:07     |
| La zona fantasma                           | Servando Carballar                   | 4:08     |
| Amor industrial                            | Servando Carballar                   | 4:31     |
| Baila la guerra                            | Servando Carballar                   | 4:06     |
| La ciudad en movimiento                    | Servando Carballar, Manuel Guio      | 3:38     |
| Ella perdió el control                     | Servando Carballar                   | 4:23     |
| Néstor el Cyborg                           | Servando Carballar                   | 4:10     |
| Trance                                     | Servando Carballar                   | 4:30     |
| Vortex                                     | Servando Carballar                   | 3:38     |
| Antimateria                                | Servando Carballar                   | 4:41     |
| Selector de frecuencias                    | Servando Carballar                   | 6:09     |
| Vivir para morir (directo)                 | Servando Carballar                   | 3:44     |
| La única solución es la venganza (directo) | Servando Carballar, Marta Cervera    | 4:08     |
| Cero en conducta                           | Servando Carballar                   | 3:27     |
| Cromados (track exclusivo)                 | Servando Carballar                   | 3:47     |
| Desactivado                                | Servando Carballar, Ismael Contreras | 3:44     |